# Fondation Cordoba
La Fondation Cordoba est une organisation de recherche et de conseil basée au Royaume-Uni. Elle est classée terroriste dans plusieurs pays. Son but est de faire le lien entre le monde musulman et le monde occidental. Ses liens institutionnels avec des organisations soupçonnées de liens avec le terrorisme lui ont valu de nombreuses critiques et interdictions.

## Histoire
La Fondation Cordoba a été créée à Londres en 2005 par Anas Al Tikriti, fils d'Osama Tawfiq al-Tikriti (en), qui a dirigé le Parti islamique irakien, représentant les Frères musulmans en Irak. Anas avait précédemment servi comme président de la Muslim Association of Britain (en), surtout connue pour son engagement contre la guerre en Irak. Mais, d'après Christophe Bourseiller, « la Muslim Association of Britain (MAB), () sert de paravent aux Frères musulmans. ».
La fondation est active dans le domaine du lobbying. En concertation avec certains leaders de communautés musulmanes dans les pays occidentaux, elle s'efforce de mettre en place un réseau de partenariat, notamment en finançant des possibilités de conférences et d'échanges pour intellectuels et étudiants musulmans. Elle contribue à financer des recherches en sciences sociales sur les questions liées au multiculturalisme et au rapprochement entre différentes communautés religieuses et la publication d’ouvrages et de revues sur des thèmes intéressant les populations musulmanes implantées en Europe de l’Ouest et en Amérique du Nord : Arches Quarterly, centrée sur l’analyse des relations entre le monde musulman et l’Occident, Occasional Papers, sur le thème de l’échange et de l’entente interculturelles ou encore des manuels et guides destinés aux militants politiques, tels que An Introduction to Effective Lobbying & Campaigning et Working with the Media: A guide for Muslim Groups.

## Une fondation controversée
Au Royaume-Uni, la presse a relayé des critiques en raison des liens de la fondation avec des organisations prônant des formes violentes de militantisme islamiste et des organisations présumées terroristes. Selon ces informations, le directeur de la fondation, Anas Al-Tikriti, soutiendrait de nombreuses organisations islamistes sur la scène internationale et aurait notamment manifesté son appui au mouvement islamiste du Hamas. 

### Organisation terroriste
En 2014, la fondation a été inscrite sur la liste des Émirats arabes unis d’organisations terroristes,. 
En 2014, l’association apparaît sur une liste publiée par le gouvernement des Émirats arabes unis de 75 organisations musulmanes soutenant d’une façon ou d’une autre l’islamisme violent.

### Frères Musulmans
Cette fondation est mise en cause par le gouvernement des Emirats Arabes Unis à cause de ses liens avec les Frères Musulmans. L’alliance entre les deux organisations avait été révélée par le journal britannique, The Sunday Telegraph. Ses journalistes avaient enquêté sur l’influence des Frères Musulmans en Grande-Bretagne dans le cadre d'un  article faisant état de l’enquête parlementaire demandée à ce propos par le Premier Ministre David Cameron.

### Sanctions financières
En août 2014, la banque britannique HSBC a pris la décision de clore le compte bancaire personnel d’Anas Al Tikriti ainsi que ceux de certains membres de sa famille en raison de leurs liens supposés avec des organisations terroristes. La même action a été prise pour les comptes de la Fondation Cordoba. Selon la BBC, « la banque a déclaré qu'elle avait adopté une nouvelle politique de gestion des risques à la suite d'une amende de 1,9 milliard de dollars imposée en raison des lacunes de ses protections contre le blanchiment d’argent ».